# Шульц, Мориц Христианович
Мо́риц Христиа́нович фон Шульц (нем. Moritz Franz von Schultz, 8 (20) ноября 1806, Ревель — 14 (26) октября 1888, Тауроген) — Генерал от кавалерии, участник:
- Польской кампании 1831 г.;
- Кавказской войны 1817—1864 гг.;
- Крымской войны 1853—1856 гг.;
- Польской кампании 1863 г.;
- Русско-турецкой войны 1877—1878 гг..

Потомственный дворянин Эстляндской губернии. Происходит из семьи балтийских немцев, евангелическо-лютеранского вероисповедания. Сослуживец М. Ю. Лермонтова, вдохновивший поэта на сочинение стихотворения «Сон».

## Биография
Шульц родился в семье оберпастора Домского собора в Ревеле Христиана Тимотеуса Шульца (нем. Christian Timotheus Schultz, 12.08.1767, Ревель — 29.05.1809, Ревель). Отец умер, когда мальчику не было и трёх лет. После смерти отца семья переехала к деду Францу Фридриху Асверусу (Franz Friedrich Gotthilf Asverus), служившему сельским пастором в Торме. Там воспитанием ребёнка занималась мать Каролина Шарлотта (ур. Asverus) (2.03.1789, Торма — 16.08.1875, Фриденталь).
Среднее образование получил в рыцарской соборной (домской) школе Ревеля, что на Вышгороде. С её окончанием в 1826 году приехал в Петербург, где был зачислен сначала в «Легкую» роту № 3 учебной артиллерийской бригады, откуда, получив чин фейерверкера, был переведен в офицерское училище при той же бригаде. В августе 1830 года М. Шульц был выпущен прапорщиком с назначением в третью роту 3-й гвардейской и гренадерской артиллерийской бригады, входившей в состав 3-я гвардейской пехотной дивизии, дислоцированной в Варшаве. Буквально через несколько дней после приезда в часть М. Шульц оказался свидетелем начавшихся беспорядков, которые быстро переросли в национальное восстание. Вначале дивизия была выведена из Варшавы. Боевые действия русская армия начала лишь в феврале 1831 года. Тогда прапорщик Шульц отличился в сражениях при Грохове и Остроленке, затем при штурме Варшавы.
За отличия, выказанные в этих сражениях, Мориц Христианович был награждён орденами св. Анны 4-й степени «За храбрость» и 3-й степени с бантом, а также польским знаком «Virtuti Militari» 4-й степени. 8 ноября 1831 года он досрочно был произведён в подпоручики.
В 1833 году М. Шульц был направлен на Урал офицером для приёмки артиллерийских металлов на Нижне-Исетском и Каменском казённых заводах в районе Екатеринбурга. Эта работа не затянулась надолго, и в 1835 году Мориц Христианович получил назначение в 17-ю артиллерийскую бригаду с одновременным зачислением слушателем Императорской военной академии.

### Участие вКавказской войне
В 1837 году, окончив академию, М. Х. Шульц был отправлен в Отдельный Кавказский корпус штаб-офицером по командование генерала П. Х. Граббе. Через год статус Морица Христиановича поменялся. Он был причислен к Генеральному штабу с прикомандированием к штабу Отдельного Кавказского корпуса.

В первые же годы своей службы на Кавказе, в делах против горцев, М. Х. Шульц многократно имел случай «выказать и свою храбрость и военные способности». Это отразилось на его быстром продвижении по служебной лестнице. По свидетельству историка Н. Ф. Дубровина: 
В 1839 году штабс-капитан Шульц находился в отряде генерала Граббе, действовавшего на левом фланге кавказской линии, в Ичкерии и Салатавии. При возвращении отряда, когда горцы наседали, отличился, приняв участие в защите орудия; в эту схватку Шульц был ранен пулей в правое бедро навылет. При осаде Ахульго Шульц 14 мая, срисовывая под ружейным огнём окопы горцев, был ранен пулей в правую щеку с раздроблением челюстей и пробитием неба.
В день заключительного сражения за Ахульго 22 августа 1839 года, указывая путь штурмовой колонне Апшеронского полка, М. Х. Шульц был тяжело ранен пулей навылет в левую половину груди с повреждением легкого и одного ребра. В горячке боя о нём не сразу вспомнили, и он долго лежал под палящими лучами среди павших. Едва живого, Морица Христиановича перевезли в госпиталь крепости Темир-Хан-Шуру. Позже он лечился на водах в Пятигорске и за границей. За отличие в этом сражении М. Х. Шульц был произведён в капитаны, награждён орденами св. Владимира 4-й степени и св. Георгия 4-й степени (3 декабря 1839 года, № 5906 по кавалерскому списку Григоровича — Степанова).
Вернувшись в строй, М. Х. Шульц вновь оказался на Кавказе. Ровно через год после Ахульго, в августе 1840 года, командуя ротой Апшеронского полка, он был очередной раз тяжело ранен в бою при Унцукуле. Тогда, по высочайшему повелению, капитан Шульц стал полковником, минуя чин подполковника. В эту пору служба и сходство судеб на многие годы сблизила его с Д. А. Милютиным, который неоднократно упоминает М. Х. Шульца в своих обширных мемуарах.
В марте 1841 года по Высочайшему повелению М. Х. Шульцу было предписано отыскать переправу через Кубань у Андреевского поста и наметить сухопутное сообщение между казачьими землями и черноморским побережьем в районе Новороссийска. Маршрут должен был пройти по территории, контролируемой горцами (натухайцами и шапсугами). В качестве инженера в этой операции участвовал двоюродный брат А. А. Дельвига — Андрей Иванович Дельвиг. За успешное выполнение поручения Морицу Христиановичу было объявлено «Высочайшее благоволение».
Назначенный в 1846 году командиром 3-й бригады Кавказского линейного казачьего войска в составе Гребенского и Кизлярского казачьих полков. Он командовал этой бригадой до 12 февраля 1849 года, когда был назначен начальником самого высокогорного на Кавказе Самурского округа. В этой должности, которая была скорее административной, чем военной, он снова принял участие в нескольких экспедициях против горцев и «за оказанные в них отличия» был награждён орденом св. Анны 2-й степени.

### Участие вКрымской войнеиОбороне Севастополя
В 1850 году М. Х. Шульц убыл в Армению комендантом Александропольской крепости, где 6 декабря того же года был произведён в генерал-майоры. Здесь, на границе с Турцией он встретил начало Крымской войны. В ноябре 1853 года в составе Особого корпуса князя В. О. Бебутова М. Х. Шульц отличился в сражении при Башкадыкларе. Тогда сокрушительное поражение потерпел 36-тысячный турецкий корпус Рейс-Ахмета-паши. За участие в этом сражении Мориц Христианович был награждён Императорской короной к ордену св. Анны 2-й степени.
В условиях возникшего вскоре затишья на турецкой границе М. Х. Шульца стало тяготить вынужденное бездействие. Стремясь попасть в Крым, где развивались основные события этой войны, он подал прошение об увольнении в отпуск для лечения. Известие о положительном решении его вопроса пришло 1 мая 1855 года, но распорядился четырёхмесячным отпуском Мориц Христианович иначе. Он отправился в осажденный Севастополь, где поступил в распоряжение главнокомандующего Южной армией и военно-сухопутными и морскими силами в Крыму М. Д. Горчакова.
20 мая 1855 года М. Х. Шульц возглавил Вторую дистанцию оборонительной линии города, сменив в этой должности адмирала Ф. М. Новосильского. На этой дистанции находился самый опасный и вместе с тем наиболее укреплённый четвёртый («Мачтовый») бастион. Вместе с Язоновским редутом он насчитывал 219 орудий. Именно на нём под пулями любил «прогуливаться» адмирал П. С. Нахимов. Известен этот бастион и тем, что на протяжении всей обороны одной из батарей Язоновского редута командовал двадцатипятилетний подпоручик Лев Николаевич Толстой.
Уже 22 мая Мориц Христианович отличился при третьей массированной бомбардировке города и отразил все атаки противника на своём участке. За отличия в делах против англо-французской армии 6 июня 1855 года, то есть менее чем через месяц после вступления в должность он был награждён золотой усыпанной бриллиантами шпагой с надписью «За храбрость». Позже он отличился в известном сражении на Чёрной речке и при последнем штурме противником позиций русских 27 августа 1855 года, когда пал Малахов курган. М. Х. Шульц командовал Второй дистанцией до 28 августа — дня эвакуации русской армии на северную сторону города.
Упомянутый выше историк Н. Ф. Дубровин пишет:
Артиллерия бастиона во время его командования действовала весьма успешно; главными основаниями генерала Шульца при направлении и ведении огня было сосредоточение его и верность наводки, не преследуя поспешности огня. Находясь постоянно под неприятельским огнём, он всегда сохранял полное хладнокровие. 25 мая он был контужен осколком бомбы в левую руку, 26 мая – ранен осколком бомбы в левую ногу и 27 августа контужен в голову осколком бомбы.
Несмотря на контузию, 28 августа 1855 года М. Ф. Шульц получил назначение командующим 16-й пехотной дивизией, занимавший позицию на Мекензиевой горе. В этой должности он сменил генерала И. П. Жабокритского, который оказался не вполне компетентным начальником. За период своего «отпуска» в Севастополе Мориц Христианович был по обыкновению несколько раз ранен и контужен, но оставался в Севастополе до 1 ноября 1855 года, когда был отозван в Петербург. К этому времени в его послужном списке уже давно имелась запись: «…иметь в виду для назначения Комендантом, при вакансии, в местах, ближайших к С.-Петербургу».

### Дальнейшая служба
28 ноября 1855 года М. Х. Шульц был назначен комендантом Дюнамюндской крепости, находившейся около Риги, в самом устье Двины. Перед вступлением в должность у Морица Христиановича, наконец, появилась возможность 3 месяца провести на курорте. Уже 27 мая 1856 года, крепость, которая годом ранее подверглась большим разрушениям при осаде англо-французской армией, осматривалась императором Александром II. Он нашёл её в отличном состоянии, и генералу М. Х. Шульцу было выказано высочайшее благоволение. Позже, в 1861 году за особые заслуги он был награждён орденом св. Владимира 3-й степени с мечами над орденом.
При М. Х. Шульце в 1863 году подле крепости был построен мост через реку Булльупе, а также мосты для связи с равелинами; в 1864 году на территории крепости была пробурена первая 53-метровая артезианская скважина; в 1870 году построена железная дорога протяжённостью более 17 километров, соединяющая крепость и морской порт с Ригой.
В 1863 году, оставаясь комендантом Дюнамюндской крепости М. Х. Шульц принял участие во второй польской кампании, за что в 1864 году получил орден св. Станислава 1-й степени.
28 октября 1866 года, Мориц Христианович был произведён в генерал-лейтенанты, а три года спустя получил орден св. Анны 1-й степени с мечами (императорская корона к этому ордену была пожалована в 1871 году).
Очередная Русско-турецкой войны 1877—1878 гг. не обошла 71-летнего М. Х. Шульца. По личному обращению он вновь был направлен на Кавказ. Мориц Христианович состоял при штабе Кавказского корпуса М. Т. Лорис-Меликова и принял участие во многих его делах. Последний раз М. Х. Шульц отличился при взятии крепости Ардаган, за что 13 декабря 1878 года был произведён в генералы от кавалерии и награждён орденом св. Владимира 2-й степени.
После завершения кампании старый генерал был назначен в запасные войска. В 1882 года по причине полного расстройства здоровья Мориц Христианович был уволен в отставку. Вскоре овдовев, остаток жизни он провел в своем имении Ломе Ковенской губернии и скончался на 82-м году жизни 14 октября 1888 года. Похоронен генерал Мориц Христианович Шульц на старом кладбище в Тауроген (Таураге).
За 52 года службы в офицерских чинах М. Х Шульц принял участие в пяти войнах и множестве боевых операций в которых всегда демонстрировал абсолютное бесстрашие и исключительное мужество. По образному выражению одного из современников Мориц Христианович «имел больше ран, чем наград».

## Семья
- жена: баронесса Матильда Шарлотта фон Лаудон (Mathilde Charlotte Christine Freiin von Loudon) (27.12.1818, Вольмар (Лифляндская губ.) — 24.06.1883, Буш-дю-Рон (Франция)) — дочь барона Густава фон Лаудона (Лоудона);
  - сын: Александр Пауль Георг Мориц фон Шульц (нем. Alexander Paul Georg Moritz von Schultz) (12.7.1841, Ставрополь — 6.01.1911, Эльбурган) — окончил Николаевское кавалерийское училище;
  - сын: Хуго фон Шульц (нем. Hugo von Schultz) (1843—1860);
  - дочь: Эмма Екатерина Баршевиц (нем. Emma Catharine Barchewitz) (28.11.1844, Санкт-Петербург — 9.05.1882, Берлин);
- брат: Георг Юлиус фон Шульц (нем. Georg Julius von Schultz) (22.09.1808, Ревель — 16.05.1875, Вена) — выпускник Дерптского университета, врач-прозектор Медико-хирургической академии[18][19][20], писатель, собиратель эстонского и финского фольклора, первый переводчик на немецкий язык Горя от ума (1853), известен под псевдонимом Dr.Bertram[21];
  - племянница: Элла Георгиевна Адаевская (ур.: Шульц) (нем. Elisabeth Katharina Schultz-Adaïewsky; 10.02.1846, Санкт-Петербург — 26.07.1926, Бонн) — русская пианистка, композитор и этномузыковед;
- двоюродный брат: Генрих Готлиб фон Шульц (нем. Heinrich Gottlieb von Schultz; 29.08.1794 — 09.05.1828) — врач-хирург 18-го флотского экипажа, возглавлял морской госпиталь в Ревеле, отец контр-адмирала Фёдора Богдановича фон Шульца.

## Интересные факты
- 9 мая 1841 года, всего за два месяца до рокового выстрела, унёсшего жизнь великого поэта, М. Х. Шульц познакомился с М. Ю. Лермонтовым. Произошло это прямо в штабе генерала П. Х. Граббе в Ставрополе, а уже 17 июля на старом пятигорском кладбище Мориц Христианович был среди тех, кто провожал его в последний путь. Годы спустя М. Х. Шульц не раз делился с друзьями тем, как поведал поэту историю своей любви и как его рассказ побудил Михаила Юрьевича сочинить одно из самых последних и, вместе с тем, знаменитых своих стихотворений.

Со слов М. Х. Шульца, в 1835—1837 гг. он учился в военной академии и два года провёл в Петербурге. Тогда он влюбился в одну юную особу, но непреодолимым препятствием вдруг оказались родители избранницы, посчитавшие молодого офицера неподходящей партией для своей дочери.
Два года спустя, при штурме Ахульго, М. Х. Шульц был тяжело ранен. Истекая кровью и мысленно простившись с жизнью, несколько часов пролежал он среди трупов, думая только о своей возлюбленной. Однако Морицу Христиановичу повезло. Его разыскали и вынесли с поля боя солдаты Апшеронского полка. Несколько месяцев спустя, находясь на лечении в Германии, он оказался в Дрезденской галерее, где возле Сикстинской мадонны Рафаэля неожиданно встретил свою возлюбленную. На этот раз родители девушки оказались благосклонны к герою Кавказской войны и вскоре молодые обвенчались. Вот этот рассказ и стал сюжетом, правда, с более драматическим окончанием, для лермонтовского стихотворения «Сон». Его первую версию, которая несколько отличалась он позже опубликованного варианта, поэт сам передал Морицу Христиановичу буквально на следующий день. До нас рассказ М. Х. Шульца дошёл в пересказах Г. К. Градовского (Исторический вестник. 1902., № 11) и А. Бежецкого («Сон (памяти М. Ю. Л.)». Новое время, 1891, 15 июля, № 5522).
- Нет никаких сведений, чтобы Мориц Христианович рассказал М. Ю. Лермонтову о втором подобном эпизоде, случившемся с ним ровно через год — в августе 1840 года. Тогда, при неудачной атаке на горное село Унцукуль он был тяжело ранен. Малочисленный русский отряд был практически уничтожен Шамилем. Как и в битве при Ахульго, капитан Шульц остался лежать на поле боя без признаков жизни и без шансов на спасение. Вероятно, горцы просто приняли его за мертвого, что в конечном итоге и спасло ему жизнь. Под покровом ночи М. Х. Шульца вынесли несколько уцелевших солдат его роты. Мориц Христианович старался не вспоминать об этой неудачной операции, хотя ему самому стыдиться было нечего. Именно за этот проигранный бой на представлении П. Х. Граббе капитана Шульца к очередному воинскому званию подполковника, император Николай Павлович собственноручно начертал: «из подполковников в полковники». Об участии М. Х. Шульца в деле при Унцукуль в одном из своих исторических трудов поведал генерал Н. А. Окольничий[24]. Сам Н. А. Окольничий в эти годы в делах против горцев участия не принимал, поскольку был выпущен из кадетского корпуса в прапорщики только в 1845 году. Возможно, поэтому, согласно его рассказу, М. Х. Шульц в том бою погиб.
- За 50 лет своей военной службы Мориц Христианович «имел больше ран, чем наград». В результате у него даже сформировались собственные представления о том, как следует вести себя раненому на поле боя, чтобы выжить. Вот что писал об этом в своих воспоминаниях о М. Х. Шульце генерал Ф. Д. Девель, встречавшийся с ним при штабе М. Т. Лорис-Меликова во время турецкой кампании 1877—1878 гг.[25]:

Как теперь его вижу, небольшого роста, тоненький, с седою бородою, в конно-артиллерийском сюртуке, с „Георгием“ в петлице и „бриллиантовою“ саблею сбоку, едущего в стороне от всех на небольшой светло-рыжей лошадке… Я подъехал к генералу Шульцу с целью обменяться событиями дня, и он вдруг меня спросил: — Вы видели, как переносили раненного майора Гоппе? На мой утвердительный ответ он возразил: — Чёрт знает, как при переноске беспокоят раненого, и советую вам, если вас ранят, то лежите спокойно. Я удивился и из уважения к старику-генералу не возражал. — А на Ахульго, — продолжал он, — я был ранен в грудь навылет и целую ночь пролежал среди убитых и этому только обязан, что остался жив. Кровь сама собой остановилась. В Пятигорске, где я лечился от ран, я рассказал Лермонтову про свою рану и посоветовал ему, так же как и вам, не позволять себя трогать, если он будет ранен в экспедиции против горцев. А через несколько дней он мне прочёл своё чудное стихотворение, написанное им по поводу моего рассказа…
К сказанному следует добавить, что согласно воспоминаниям Г. К. Градовского майор Гоппе умер через несколько часов после ранения, хотя сразу после оказания ему медицинской помощи вел себя весьма активно — самостоятельно передвигался и даже сам залез в повозку. Очевидно, этот факт, а также собственный опыт привели М. Х. Шульца к мысли, что причиной смерти майора стала его избыточная подвижность после ранения.
- Долгое время место упокоения георгиевского кавалера, подлинного героя нескольких войн, которые вела Россия в XIX веке, Морица Христиановича фон Шульца оставалось неизвестным. Семейное захоронение фон Шульцев с могилой генерала было обнаружено 28 сентября 2014 года на старом лютеранском кладбище в Таураге (Литва) усилиями православного священника отца Георгия Ананьева.

## Награды
- Орден Святой Анны 4-й степени с надписью «За храбрость» (1831);
- Орден Святой Анны 3-й степени с бантом (1831);
- Польский знак отличия за военное достоинство 4-й степени (1831);
- Орден Святого Владимира 4-й степени с бантом (1839);
- Орден Святого Георгия 4-й степени (1839);
- Медаль «За взятие штурмом Ахульго» (1839);
- Орден Красного Орла 3 класса (Пруссия) (1840);
- Орден Святой Анны 2-й степени (1850) и Императорская корона к ордену (1853);
- Золотое оружие «За храбрость» с бриллиантами (1855);
- Серебряная медаль «За защиту Севастополя» (1855);
- Светло-бронзовая медаль «В память войны 1853—1856» на Георгиевской ленте (1856);
- Орден Святого Владимира 3-й степени с мечами над орденом (1861);
- Орден Святого Станислава 1-й степени (1864);
- Орден Святой Анны 1-й степени с мечами (1869) и Императорская корона к ордену (1871);
- Серебряная медаль «В память русско-турецкой войны 1877—1878» (1878);
- Орден Святого Владимира 2-й степени (1880).